# Boufféré
Boufféré là một xã ở tỉnh Vendée trong vùng Pays de la Loire, Pháp. Xã này có diện tích 16,55 km², dân số năm 2006 là 2434 người. Xã này nằm ở khu vực có độ cao trung bình 56 mét trên mực nước biển.

## Biến động dân số
| Năm | 1962 | 1968 | 1975  | 1982  | 1990  | 1999  | 2006  |
| --- | ---- | ---- | ----- | ----- | ----- | ----- | ----- |
| Dân số | 872  | 895  | 1 103 | 1 237 | 1 423 | 1 766 | 2 434 |
| From the year 1962 on: No double counting—residents of multiple communes (e.g. students and military personnel) are counted only once. |      |      |       |       |       |       |       |